# Budkiv, Hmilnîk
Budkiv (în ucraineană Будків) este un sat în comuna Velîkîi Mîtnîk din raionul Hmilnîk, regiunea Vinnița, Ucraina.

## Demografie
Componența lingvistică a localității Budkiv
     Ucraineană (98,55%)
     Rusă (1,03%)
Conform recensământului din 2001, majoritatea populației localității Budkiv era vorbitoare de ucraineană (98,55%), existând în minoritate și vorbitori de rusă (1,03%).